# Pärleporten - Samuelsons mest önskade
Pärleporten - Samuelsons mest önskade utkom 1976 och är ett samlingsalbum av den kristna gruppen Samuelsons. Sångerna är inspelade mellan 1971 och 1974.

## Låtlista

### Sida 1
1. Pärleporten
2. Fyrbåken
3. Lonesome Valley
4. Vid stranden
5. Livet här
6. Följ med (So High)
7. Lyft upp din blick

### Sida 2
1. Kung Jesus
2. Om Gud ej finns
3. Han glädje mig ger
4. Det finns en vän
5. Why Me
6. Vem
7. Han fann mig (He Touched Me)